# Abertijne Malcourt
Abertijne Malcourt talvolta citato anche come Albertinus e Malcort, (... – prima del 1519) è stato un cantore e compositore fiammingo attivo intorno alla fine del XV secolo e contemporaneo di Johannes Ockeghem. Fu anche un copista di musica e viene considerato il compositore che, più probabilmente, ha scritto la famosa chanson Malheur me bat, usata come tema base per alcune messe di Jacob Obrecht, Josquin des Prez, Alexander Agricola e Andreas Sylvanus.

## Biografia
Esiste qualche fonte che documenta la vita di Malcourt. Egli fu cantore fra il 1475 ed il 1476 a Bruxelles nella Concattedrale di San Michele e Santa Gudula e vi tornò poi come maestro del coro dal 1494 al 1498. Non è chiaro se vi rimase anche nell'intervallo fra i due periodi documentati. Nel 1513 ricevette una pensione dalla Cattedrale e nella fonte si cita che morì nel 1519. Oltre ad essere un cantore fu anche un copista musicale, avendo copiato numerosi libri di musica, non solo per la Cattedrale di Santa Gudula ma anche per la chiesa di St. Niklaus della stessa città. Il lavoro per St. Niklaus venne realizzato fra il 1486 ed il 1487. L'unica fonte esistente sulla sua attività di compositore è l'attribuzione ad un certo "Malcort" in un manoscritto ferrarese di un rondeau, senza testo, denominato Malheur me bat. Questo Malcort potrebbe essere stato Hendrick Malecourt, che fu cantore a Bergen op Zoom nello stesso periodo e lavorò con Obrecht. Abertijne Malcourt è oggi considerato come il più probabile autore.